# حراجل
حراجل هي قرية لبنانية من قرى قضاء كسروان في محافظة جبل لبنان. يقام بها عيد رفع مريم العذراء في 15 أغسطس من كل سنة

## تاريخ
كانت حراجل وفقاً لمرويات تاريخية ، مسكن لعائلة مشيك الشيعية، وقد كانت تتحكم تلك المنطقة، إلى أن شي الخلاف بينهم وبين العثمانيين حول جباية الضرائب، فجاء الجيش العثماني وقتل وهجر الكثير، ومن بقي فقد غير إسمه إلى عائلةٍ أخرى. والبعض الأخر فقد نزح إلى أرجاء لبنان ، الشمال مثل ال شوك، والبقاع ال مشيك، والجنوب ال حراجلي والجميل وغيرهم.